# Museum van Kasjoebische en Pommerense Literatuur en Muziek
Het Museum van Kasjoebische en Pommerense Literatuur en Muziek (Pools: Muzeum Piśmiennictwa i Muzyki Kaszubsko-Pomorskiej; Kasjoebisch: Mùzeùm Kaszëbskò-Pòmòrsczi Runitwë ë Mùzyczi) is een museum in Wejherowo (Polen).
Het richt zich op literatuur en muziek die in de loop van de eeuwen voortgebracht is in de regio's Kasjoebië en Pommeren. Het museum is ondergebracht in het neogotische Przebendowski-paleis uit circa 1800 en een pakhuis ernaast dat in een kenmerkende stijl van het laatste decennium van de 19e eeuw is gebouwd. Eromheen ligt een park dat naar de schrijver, dichter en publicist Aleksander Majkowski is vernoemd. 
De literaire collectie bestaat onder meer uit een bibliotheek met het eerste wetenschappelijke onderzoek naar het Kasjoebisch dialect, religieuze teksten, literatuur en poëzie van tal van schrijvers, geschriften van hedendaagse schrijvers, enzovoorts. De werken zijn met name in Pools, Duits en Poolse dialecten geschreven. Er is een uitgebreid krantenarchief op na te slaan van onder meer de Gazeta Gdanska, Gazeta Grudziadzka, Gazeta Kartuska en Szkola Narodowa. Het museum publiceert ook zelf.
De muziekcollectie is gericht op regionale musici en zangkoren, en muziektradities. Te zien zijn bijvoorbeeld foto's, collages, authentieke kleding en allerlei authentieke muziekinstrumenten. Er is een grote collectie video's en geluidsbanden te zien en horen, en naslagwerken te raadplegen. Verder wijdt het museum zich aan de geschiedenis van het paleis, oude ambachten, munten, medailles, oude kaarten en andere kunstvoorwerpen. 
Er zijn naast de vaste collectie jaarlijks meerdere wisselende exposities te zien.